# Тектитеки
Тектитеки (исп. Tectitecos) — этническая группа майя в Гватемале. Их коренной язык также называется тектитекским и тесно связан с языком мам. В настоящее время тектитеки проживают в Тектитане и Куилько департамента Уэуэтенанго, Гватемала, а также в Аматенанго-де-ла-Фронтера и Масапа-де-Мадеро в Чьяпасе, Мексика.